# Aššur-nirari III.
Aššur-nirari III. (Aššur-nārārī, Aschschur-nirari, Assur-nirari) regierte nach der assyrischen Königsliste fünf Jahre als assyrischer König der mittelassyrischen Zeit und war der Sohn von Aššur-nādin-apli oder Aššur-nāṣir-apli.
| Autor              | Regierungszeit    | Anmerkungen            |
| ------------------ | ----------------- | ---------------------- |
| Grayson 1969       | 1203–1198 v. Chr. | mittlere Chronologie   |
| Pöbel 1942         | 1202–1197 v. Chr. |                        |
| Cassin 1966        | 1202–1197         | mittlere Chronologie   |
| Gasche et al. 1998 | 1200–1195         | Ultrakurze Chronologie |
| Freydank 1991      | 1192–1187         |                        |

Aus seiner Regierungszeit sind keine Eponyme überliefert.